# Lương Sỹ Cần
Giáo sư Tiến sĩ Lương Sỹ Cần (1928-2010) là một nhà y khoa chuyên ngành Tai Mũi Họng nổi tiếng tại Việt Nam. Ông nguyên là Viện trưởng Viện Tai - Mũi - Họng Trung ương; Chủ tịch Hội Tai Mũi Họng Việt Nam (1991 - 1999).

## Thân thế
Ông sinh ngày 9 tháng 12 năm 1928 tại Pakse, Lào. Nguyên quán ông tại xã Bùi Xá, huyện Đức Thọ, tỉnh Hà Tĩnh. Song thân ông là cụ ông Lương Sỹ Cầu và cụ bà Nguyễn Thị Chương, đều là người Hà Tĩnh.
Năm 1937, cha ông bị chính quyền thực dân Pháp trục xuất khỏi Lào vì tham gia hoạt động cách mạng. Ông cùng gia đình trở về nguyên quán tại Bùi Xá. Trải qua thời niên thiếu học sơ yếu lược ở trường tổng, học tiểu học ở trường huyện, học cao học tư thục ở Nghĩa Yên, ông đều có tiếng học giỏi, nổi danh là một trong hai học sinh chuyên toán giỏi nhất tỉnh Hà Tĩnh. Tốt nghiệp phổ thông ông là một trong những học sinh ưu tú nhất được cử lên chiến khu.
Cách mạng tháng 8 thành công, ông được phân công làm Bí thư Thanh niên Cứu quốc xã. Tháng 5 năm 1946, ông được kết nạp vào Đảng Cộng sản Đông Dương, sau đó được điều động lên công tác tại văn phòng Tỉnh ủy Hà Tĩnh.

## Y nghiệp
Sau khi học và tốt nghiệp trường phổ thông chuyên khoa Huỳnh Thúc Kháng, năm 1950, ông nhập ngũ, công tác tại Phòng Chính trị, Bộ tư lệnh Liên khu 4. Tháng 4 năm 1952, ông được cử đi học trường Y khoa tại Tuyên Quang. Năm 1953, ông làm quân y sĩ tại Trung đoàn 66, Đại đoàn 304.
Sau khi chính quyền Việt Nam Dân chủ Cộng hòa tiếp quản miền Bắc, ông tiếp tục theo học ngành Tai Mũi Họng tại Đại học Y Hà Nội. Tháng 6 năm 1958, ông tốt nghiệp bác sĩ tại đây.
Từ năm 1959 đến 1965, ông được phân công làm bác sĩ y vụ khoa tại khoa Tai Mũi Họng Bệnh viện Bạch Mai. Ông cũng là Chi ủy viên, Đảng ủy viên Bệnh viện Bạch Mai từ 1961 đến 1965. Thời gian này, ông đã tham gia giảng dạy cho các lớp sinh viên luân khoa, y sĩ, bác sĩ chuyên kkhoa mắt, răng hàm mặt, vệ sinh dịch tễ, các lớp về thính học, thanh học, giám định y khoa, các lớp chuyên khoa quân y.
Tháng 8 năm 1965, ông được cử làm lưu học sinh tại trường Nam Khai (Trung Quốc). Tháng 11 năm 1966, ông về lại Đại học Y Hà Nội học khóa dự bị chuẩn bị du học nước ngoài. Tháng 8 năm 1967 đến tháng 1 năm 1972, ông làm nghiên cứu sinh tại Budapest (Hungary) với đề tài "Chẩn đoán phân biệt bệnh xốp xơ, quá trình viêm dính và các dị dạng tối thiểu của tai giữa. Đánh giá vấn đề đo trở kháng bằng cầu điện - âm học", do Giáo sư, bác sĩ Révesr Gyorgy hướng dẫn. Ngày 10 tháng 1 năm 1972, ông bảo vệ thành công để tài nghiên cứu tại Hội đồng của Viện Hàn lâm khoa học Hungary tại Budapest, được công nhận Phó tiến sĩ với nhận xét xuất sắc (7 phiếu thuận, không có phiếu chống).
Tháng 5 năm 1972, ông trở về nước và công tác tại Viện Tai Mũi Họng trung ương. Từ năm 1973, ông tham gia giảng dạy cho các lớp sau đại học như chuyên khoa Sơ bộ, chuyên khoa cấp I, chuyên khoa cấp II, hướng dẫn làm đề cương nghiên cứu sinh đi đào tạo ở nước ngoài, hướng dẫn viên luận văn chuyên khoa cấp II và Giám khảo chuyên khoa cấp II..
Năm 1977, ông được cử đi học ở Pháp 1 năm, chuyên sâu về các vi phẫu thuật tai (mổ điếc), có chứng chỉ của Giáo sư Portmann, về thanh thính học có giấy chứng chỉ của Bộ Ngoại giao Pháp.
Năm 1978, ông được bổ nhiệm làm Phó Viện trưởng Viện Tai Mũi Họng, phụ trách công tác chuyên môn, đào tạo và chỉ đạo tuyến cho ngành tai mũi họng cả nước. Năm 1983, ông là quyền Viện trưởng Viện Tai Mũi Họng trung ương. Đến năm 1984, chính thức làm Viện trưởng Viện Tai Mũi Họng trung ương. Cũng trong năm này, ông phong hàm Phó giáo sư. Ông cũng được cử sang Campuchia làm Tổ trưởng Tổ chuyên gia Tai Mũi Họng tại Bệnh viện Can met(?) Phnom Penh.
Năm 1991, ông được phong hàm Giáo sư và được bầu làm Chủ tịch Hội Tai Mũi Họng Việt Nam. Mặc dù nghỉ hưu từ năm 1995, ông vẫn được tín nhiệm giữ chức vụ Chủ tịch Hội Tai Mũi Họng Việt Nam cho đến tận năm 1999.
Ông qua đời ngày 18 tháng 6 năm 2010 tại Hà Nội.

## Khen thưởng
Ông được nhà nước Việt Nam trao tặng nhiều phần thưởng cao quý như:
- Huân chương Lao động hạng Nhất (truy tặng năm 2011)
- Huân chương Kháng chiến hạng Nhì (số 119 năm 1985)
- Huy chương Chiến thắng hạng Nhất (số 0259 năm 1959)
- Danh hiệu Thầy thuốc Ưu tú (số 214/KT/HĐNN ngày 23 tháng 3 năm 1989)

## Một số thành tựu nghiên cứu
Trong suốt 50 năm công tác, ông hoạt động trong nhiều lĩnh vực chuyên sâu như Bệnh lý Tai và Xương chũm, Điếc và Phẫu thuật điếc, Thính học; Bệnh lý dây thần kinh mặt, Tiền đình học; Thanh khí phế quản và Thực quản; nhiễm khuẩn đường hô hấp trên cấp tính. Thành thạo nhiều ngoại ngữ như Pháp, Anh, Hungary, Hoa, Đức, Nga…, ông tham gia và làm chủ tọa đoàn nhiều Hội nghị quốc tế về Tai Mũi Họng, thành viên IFOS. Ông cũng đã hướng dẫn thành công 6 Luận án Tiến sĩ, công bố 52 Công trình khoa học trên các báo và tạp chí trong nước và quốc tế
Một số nghiên cứu tiêu biểu của ông như:
- Nghiên cứu và tổng kết lâm sàng về các dị vật đường ăn, đường thở.
- Chẩn đoán phân biệt bệnh xốp xơ, quá trình viêm dính và dị dạng tối thiểu của tai giữa. Đánh giá vấn đề đo trở kháng bằng cầu điện - âm học. (Luận án Phó tiến sĩ, bảo vệ tại Viện Hàn lâm khoa học Hungaria năm 1972, được công nhận với 100% số phiếu tán thành của Hội đồng)
- Viêm tai và viêm xương chũm biến chứng của sởi (Kỷ yếu công trình Hội nghị TMH lần thứ nhất - 1960).
- 15 trường hợp áp xe đại não trong ba năm 1957-1959 (Nội san Tai Mũi Họng 1960, số 2, trang 2- 36).
- Viêm tấy và áp xe quanh thực quản do hóc xương (1957-1960) (Nội san TMH 1960, số 3, trang 67- 72).
- Dùng sonde Nelaton chụp phế quản (Nội san TMH, số 8, trang 60- 64)
- Một số nhận xét về biến chứng phổi và màng phổi của VTXC (Nội san Tai Mũi Họng 1962, số 2, trang 1- 12, cộng tác viên của GS Trần Hữu Tước).

- 1964. U hơi khí quản. Nội san TMH, số 11, trang 71- 80.
- Chỉ định mở khí quản. Nội san TMH, số 1, trang 65- 76.
- 1964. 145 dị vật đường thở trong 6 năm 9 1958- 1963). Y học Việt Nam, số 3, trang 81- 91.
- 1973. Điều trị chóng mặt Ménière băng phương pháp gây thẩm thấu. Công trình nghiên cứu khoa học Y- Dược 1973, trang 192.
- 1974. Điều trị phẫu thuật liệt mặt Bell. Công trình nghiên cứu khoa học Y- Dược, trang 138.
- 1974. Điều trị co thắt nửa mặt vô văn. Công trình nghiên cứu khao học Y- Dược, trang 137.
- Năm 1974. Vi phẫu thuật thanh quản. Công trình NCKH Y- Dược, trang 138- 139.
- 1976. Báo cáo một trường hợp liệt đã 6 tháng do VTXC lao- phẫu thuật có kết quả tốt.. Thông tin TMH, số 13, trang 31- 37.
- 1976. Đo thính lực và giám định Y khoa. Tập san giám định y khoa, số 1, trang 58- 67.
- 1975. Một trường hợp hội chứng Vander Hoeve. Thông tin TMH, số 12, trang 1- 11.
- 1975. Hội chứng Vander Hoeve (3 trường hợp). Công trình nghiên cứu khoa học Y- Dược, trang 159.
-1975. Tiến bộ về quan điểm và kỹ thuật trong vấn đề chảy mủ tai mạn tính: từ phẫu thuật tiệt căn đến thủ thuật bảo tồn. Nội san TMH, số 1, trang 78- 100.
- 1975. Vá nhĩ theo lối mổ phối hợp. Công trình NCKH Y- Dược, trang 187.
- 1978. Dị vật đường thở: 478 trường hợp điều trị tại Viện TMH. Y học Việt Nam, tập 86 số 1, trang 11- 19.
- 1980. Bệnh lý giải phẫu bệnh xốp xơ tai. Báo cáo tại Đại hội IX ngành TMH.
Nội san TMH.
- 1980. Cách giả quyết đối với những trường hợp trước đay chỉ định khoét rỗng đá chũm bán phần. Báo cáo tại Đại hội IX ngành TMH. Nội san TMH..
- 1980. Ghép đồng chủng màng nhĩ xương con. Báo cáo tại Đại hội IX ngành TMH. Nội san TMH..
- 1980. Chụp ống tai trong có bơm chất cản quang để chẩn đoán sớm u dây thần kinh XIII. Báo cáo tại Đại hội IX ngành TMH. Nội san TMH..
Sách dịch:
- Vi soi thanh quản và vi phẫu thuật nội thanh quản của giáo sư Kleinsasser, từ tiếng Đức ra tiếng việt.
- Tham gia dịch từ điển TMH năm thứ tiếng ra tiếng Việt.
- Tham gia dịch sách" Khái luận về nhi khoa" từ tiếng Anh ra tiếng Việt.

## Gia đình
Cha ông là cụ Lương Sỹ Cầu, đảng viên đảng Tân Việt năm 1927, chuyển sang Đảng Cộng sản Đông Dương từ năm 1930 đã sang Lào dạy học và tham gia thành lập chi bộ cộng sản đầu tiên tại Lào. Cụ bị Pháp bắt và tù năm 1931. Năm 1936 được tạm tha nhưng bị trục xuất khỏi Lào và đưa về quản thúc tại quê nhà. Năm 1941 lại bị bắt giam tại nhà lao Linh Cảm vì hoạt đọng cách mạng, đến năm 1942 mới được thả ra. Từ năm 1946 làm Chủ nhiệm Việt minh huyện, Việt minh tỉnh, rồi làm Phó Chủ tịch ủy ban kháng chiến tỉnh Hà tĩnh, tỉnh ủy viên. Năm 1951 ra Việt Bắc công tác tại Văn phòng Phủ Thủ tướng. Sau đó làm Chi sở trưởng Mậu dịch Hà Tĩnh- Bắc Quảng Bình. Về tiếp quản Thủ đô lần lượt làm Chủ nhiệm Công ty dược phẩm, Chủ nhiệm Công ty thuốc nam, thuốc bắc., Hiệu trưởng trường nghiệp vụ II Bộ Nội thương.
Mẹ đẻ Nguyễn Thị Chương. Nguyên quán Hà Tĩnh. Sau khi cụ ông bị bắt, cụ ở tại Pakse tần tảo nuôi con. Từ năm 1937 trở về quê quán ở xã Bùi xá, Đức thọ, Hà Tĩnh. Sau cách mạng tháng 8 năm 1945 làm Hội trưởng PNCQ xã, Hội trưởng Hội mẹ chiến sĩ trong nhiều năm liền. Từ năm 1959 ra Hà Nọi, vì tuổi già sức yếu chỉ làm nội trợ.
Vợ: Trần Thị Hạnh, tham gia Việt minh bí mật. Sau khởi nghĩa đã kinh qua các công tác Bí thư, ủy viên BCH PNCQ huyện, Bí thư PNCQ xã, văn phòng chi ủy xã. Năm 1955 ra Hà Nội, lần lượt làm việc tại Cửa hàng 40 Tràng Tiền,, Cửâ hàng số 5 Nam bộ, Cửa hàng Bách hóa tổng hợp. Từ 1997 là Chủ nhiệm của hàng Bách hóa tổng hợp.
Con trai: Lương Hồng Thủy, sinh năm 1950. Liệt sĩ, hy sinh nam 1972 tại Thành cổ Quảng Trị. Đảng viên. Huân chương kháng chiến hạng III và Huân chương chiến công hạng III.
Con gái: PGS.TS Lương Hồng Châu, Phó giám đốc Bệnh viện Tai Mũi Họng trung ương, Trưởng khoa Tai Thần kinh, Giám đốc trung tâm Đào tạo- Chỉ đạo tuyến..
Con trai: Lương Hồng Sơn. Hiện là Giám đốc Công ty TNHH Lương Sơn, chuyên về máy trợ thính và thiết bị y tế.